# Capparis chingiana
Capparis chingiana är en kaprisväxtart som beskrevs av Bi Sin Sun. Capparis chingiana ingår i släktet Capparis och familjen kaprisväxter. Inga underarter finns listade i Catalogue of Life.